# Nordin Wooter
Nordin Wooter (Paramaribo, 24 agosto 1976) è un ex calciatore olandese, di ruolo centrocampista.

## Carriera

### Club
Centrocampista originario del Suriname, esordisce nell'Ajax nel 1994, entrando così nella rosa della squadra che nel 1995 vince tutto in Olanda e nel mondo; nel 1997 si trasferisce al Real Saragozza rimanendovi per 2 stagioni; tra il 1999 ed il 2002 gioca nel Watford, che lo acquista per 950000 sterline, la cifra più alta pagata dal club per un giocatore.
In seguito inizia a girovagare per vari campionati europei: torna in Olanda, poi va in Portogallo, in Grecia, in Turchia ed a Cipro, dove ha giocato a Larnaca fino al 2008.

### Nazionale
Ha giocato nelle nazionali giovanili olandesi Under-20 ed Under-21.

## Dopo il ritiro
Assieme a Kiki Musampa (ex Ajax) è stato proprietario della Masters of the Game, azienda operante nel settore del calcio freestyle. Nel novembre 2011 però gli viene pignorata la casa per debiti.

## Palmarès

### Club

#### Competizioni nazionali
- Campionato olandese: 2

Ajax: 1994-1995, 1995-1996
- Supercoppa dei Paesi Bassi: 2

Ajax: 1994, 1995

#### Competizioni internazionali
- UEFA Champions League: 1

Ajax: 1994-1995
- Supercoppa UEFA: 1

Ajax: 1995
- Coppa Intercontinentale: 1

Ajax: 1995